# Joan Catany
Joan Catany (Llucmajor, Mallorca, 1705 - 1775), conegut com a Catanyet, fou un destacat glosador mallorquí.
Catany és autor d'obres de caràcter còmic, destacant el diàleg entre En Planiol i en Catanyet sobre sa dona d'en Cosme i una epístola poètica sobre les desgràcies que afligiren Mallorca entre 1744 i 1750.